# USS Wichita (CA-45)
USS Wichita (CA-45) byl těžký křižník námořnictva Spojených států amerických. Jako první americká válečná loď nesl jméno USS Wichita. Byl to poslední americký křižník stavěný podle omezení daných Washingtonskou konferencí a zároveň poslední americký těžký křižník dokončený před vypuknutím druhé světové války. Využíval trup lehkých křižníků třídy Brooklyn. Byl intenzivně bojově nasazen za druhé světové války.  Ve službě byl v letech 1939–1947.

## Stavba

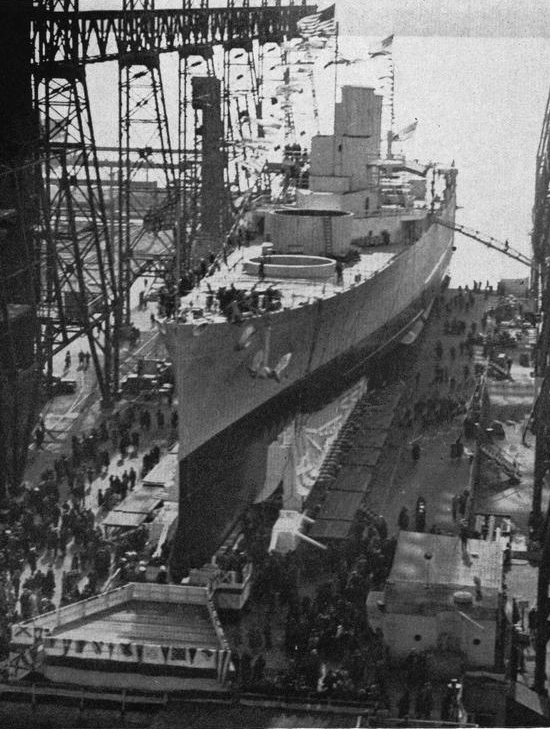
USS Wichita během spuštění na vodu

Londýnská konference roku 1930 stanovila, že USA mohou v letech 1934 a 1935 zahájit stavbu vždy jednoho těžkého křižníků. Roku 1934 bylo rozhodnuto, že druhý z nich bude postaven podle nového projektu, přičemž bude využívat trupu lehkých křižníků třídy Brooklyn osazeného věžemi s 203mm kanóny. Křižník postavila americká loděnice Philadelphia Naval Shipyard ve Filadelfii. Kýl byl založen 28. října 1935, na vodu byla loď spuštěna 16. listopadu 1937 a do služby byla přijata 16. února 1939.

## Konstrukce

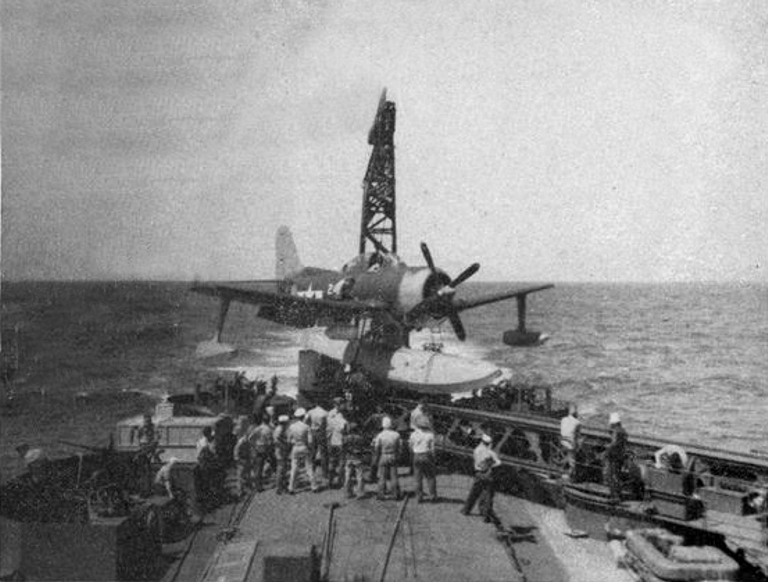
Hydroplán nesený křižníkem USS Wichita

Původní výzbroj tvořilo devět 203mm kanónů ve trojdělových věžích, osm dvouúčelových 127mm kanónů v jednodělových věžích a osm 12,7mm kulometů. Křižník byl vybaven dvěma katapulty a čtyřmi hydroplány Curtiss SOC Seagull. Pohonný systém tvořilo osm kotlů Babcock & Wilcox a parní turbíny Parsons o výkonu 100 000 hp, pohánějící čtyři lodní šrouby. Nejvyšší rychlost dosahovala 33 uzlů. Dosah byl 10 000 námořních mil při rychlosti 15 uzlů.

### Modernizace
Během služby byla zejména zesilována protiletadlová výzbroj a instalována moderní elektronika. Roku 1946 tak křižník nesl devět 203mm kanónů, osm 127mm kanónů, dvacet čtyři 40mm kanónů Bofors a osmnáct 20mm kanónů Oerlikon. Instalovány byly radary typů SG, SK-1, Mk.13 a Mk.25.

## Operační služba

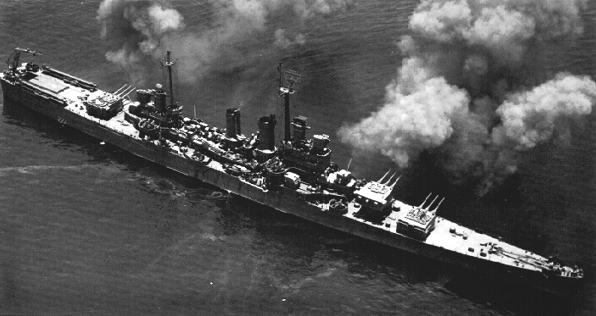
USS Wichita střílí plnou boční salvou

Křižník se zapojil do druhé světové války. Nejprve podporoval vylodění v severní Africe. Později byl přesunut na Tichomořské válčiště, kde zůstal až do konce války. Účastnil se bitvy u Rennelova ostrova, aleutské kampaně, bojů o Marshallovy ostrovy, Mariany, Filipíny (včetně bitvy u Leyte) a Okinawu. Roku 1947 byl vyřazen. Po letech v rezervě byl roku 1959 vyškrtnut a sešrotován.